# Awaous acritosus
Awaous acritosus är en fiskart som beskrevs av Watson, 1994. Awaous acritosus ingår i släktet Awaous och familjen smörbultsfiskar. IUCN kategoriserar arten globalt som livskraftig. Inga underarter finns listade.